# (23867) Cathsoto
(23867) Cathsoto est un astéroïde de la ceinture principale d'astéroïdes.

## Description
(23867) Cathsoto est un astéroïde de la ceinture principale d'astéroïdes. Il fut découvert le 14 septembre 1998 à Socorro (Nouveau-Mexique) par le projet LINEAR. Il présente une orbite caractérisée par un demi-grand axe de 3,06 UA, une excentricité de 0,16 et une inclinaison de 5,7° par rapport à l'écliptique.

## Compléments